# Gladsaxe Filmen 1946
Gladsaxe Filmen 1946 er en dansk dokumentarfilm fra 1946, der er instrueret af Arne Jensen og Gert Møller efter manuskript af sidstnævnte.

## Handling
Rundtur i Gladsaxe Kommune med DR's radiovært Svend Pedersen ved mikrofonen. Kommunen er moderne, driftig og i rivende udvikling. Svend Pedersen rapporterer fra et sognerådsmøde på rådhuset, hvor det næste skridt i byplanlægningen diskuteres. En væsentlig årsag til kommunes vækst er de mange industrivirksomheder, der ligger i området. I løbet af filmen besøges flere af virksomhederne, blandt andet Kristian Hindhedes betonfabrik, Dano Ingeniørforretning & Maskinfabrik, N.L. Dehn's Dampvaskeri, Gladsaxe Mejeri, medicinfabrikken Ferrosan, Gladsaxe Løvtræssavværk, Nybrogårds Gartneri og Dyrup.
Men kommunen er ikke lutter beton og industri. Den kan også byde på rekreative områder som Bagsværd Sø, hvor der arrangeres internationale konkurrencer i roning, og Hareskoven hvor Højnæsbjerget om vinteren forvandler sig til en kæmpe kælkebakke. Filmen giver også et indblik i nogle af de mange kulturelle og kommunale tilbud, som borgerne kan benytte sig af, blandt andet skilteskrivning på købmandsskolen, Det kommunale Fortsættelseskursus, studiekredse, søndagsskole, teknisk skole, bibliotek, sundhedsplejerskeordning, skolehaver, folkeskoler, daginstitutioner, aldersrenteboliger og idrætsanlæg.